# Ван ден Берг, Карел
Карел Ван ден Берг (нидерл. Carel van den Berg; 12 февраля 1924 — 29 июня 1971, Лейден) — нидерландский шахматист, международный мастер (1963).
В составе сборной Нидерландов участник 13-й Олимпиады (1958) и 3-го командного чемпионата Европы (1965).